# Wilhelm Hornberger

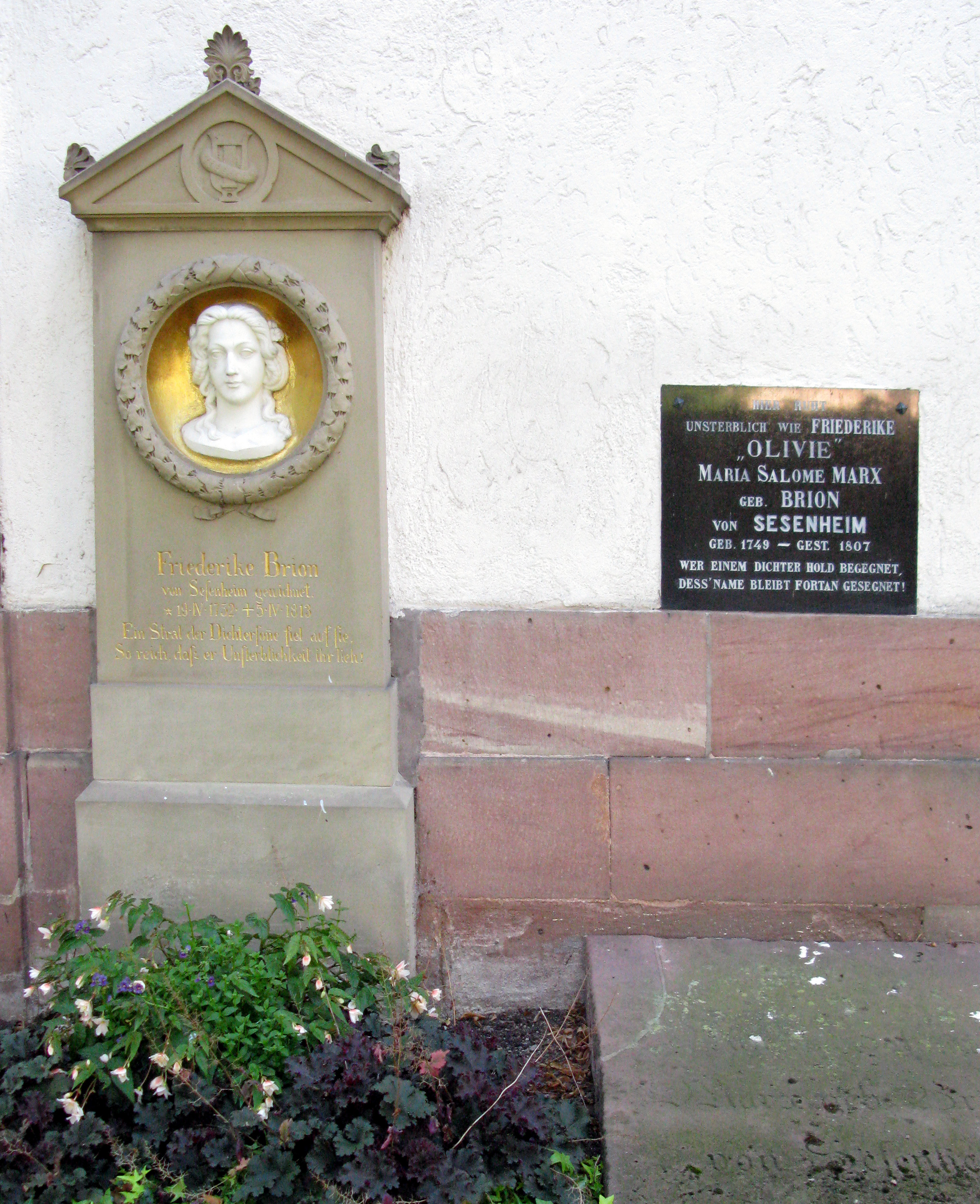
Grabdenkmal für Friederike Brion, Hornbergers bekannteste Arbeit

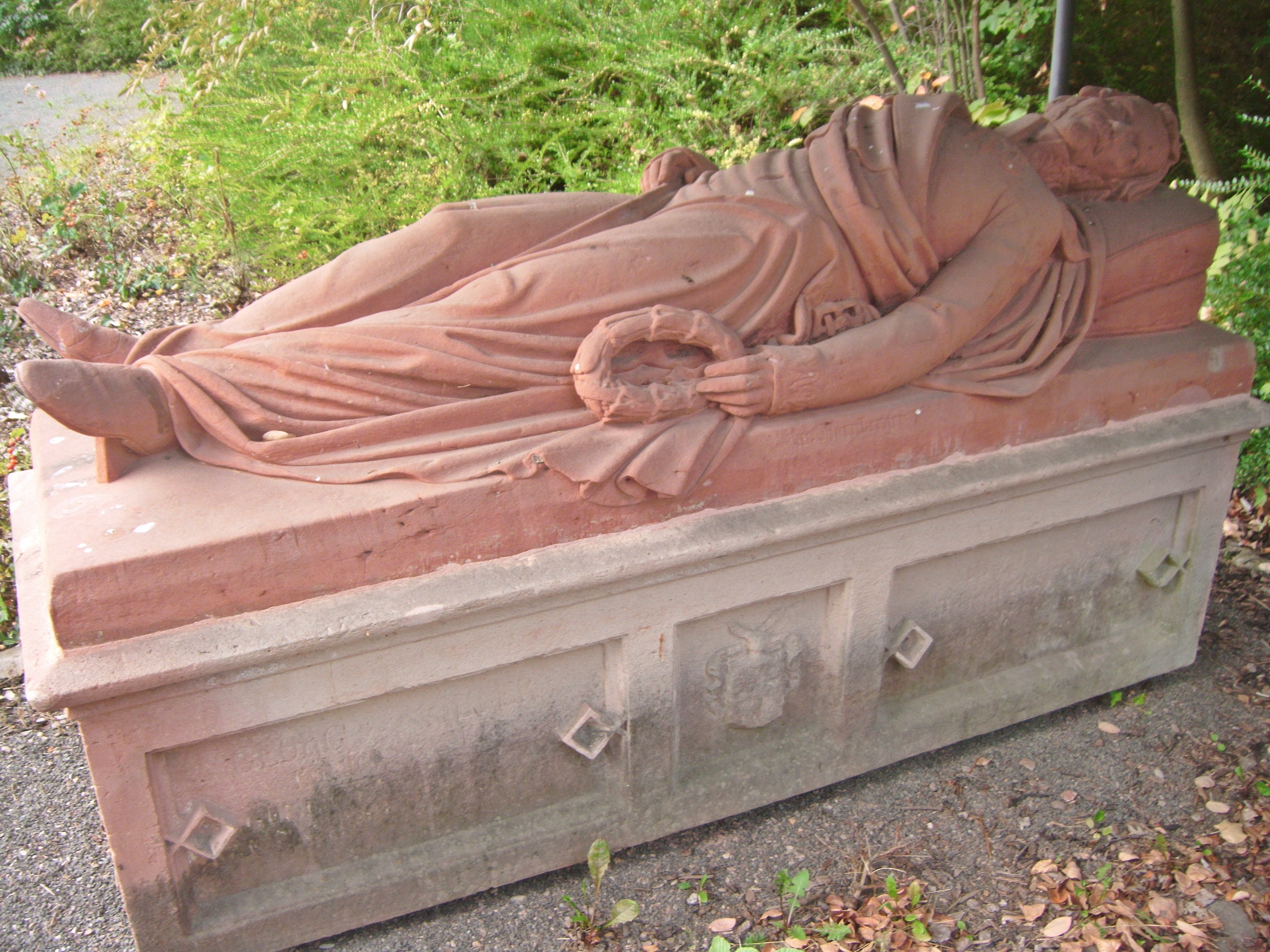
Tumba-Grabmal für Georg von Mölter, Friedhof Landau (Pfalz)

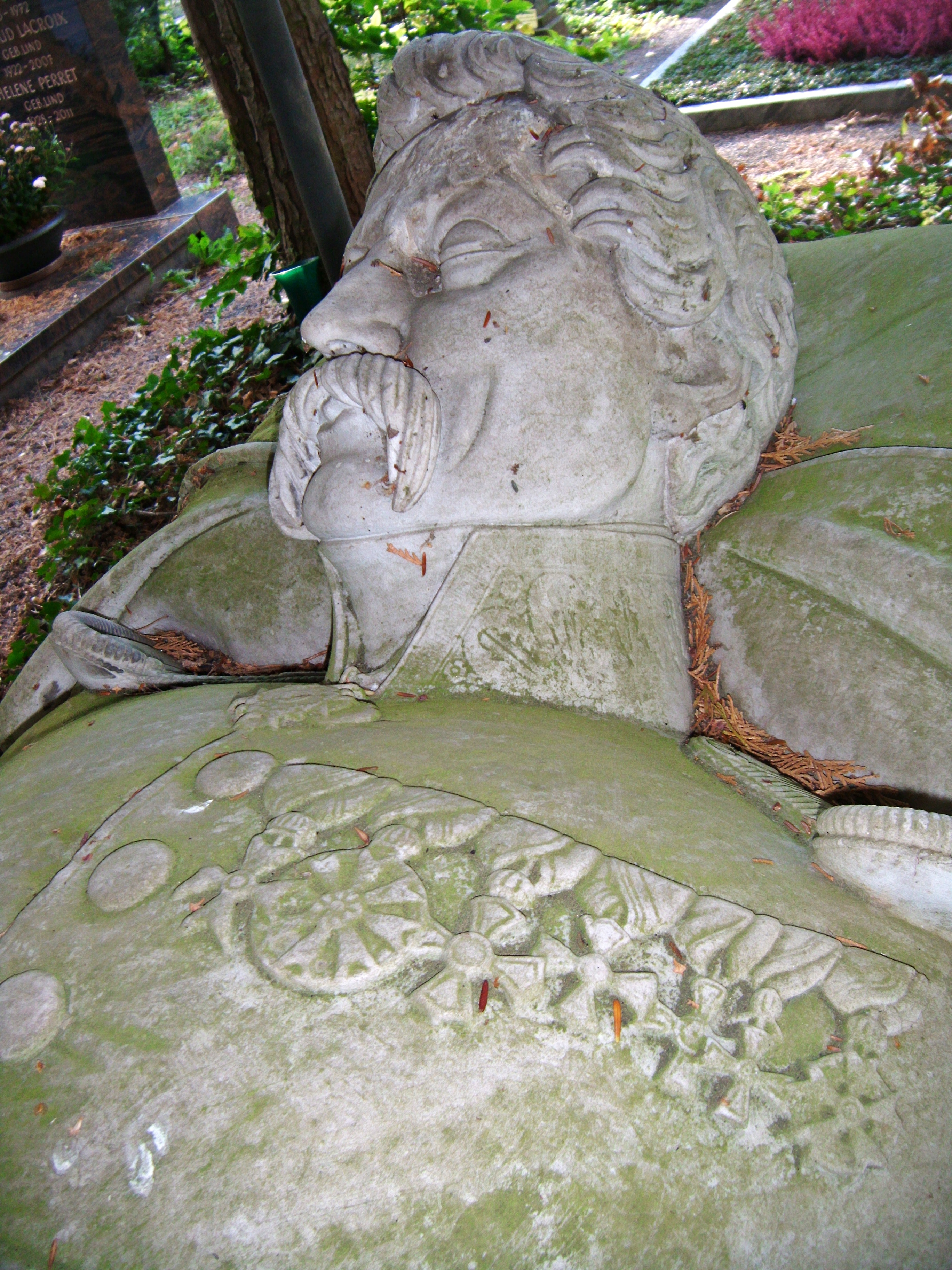
Porträt des Freiherrn Karl von Pflummern, auf seinem Grabmal, Friedhof Landau (Pfalz)

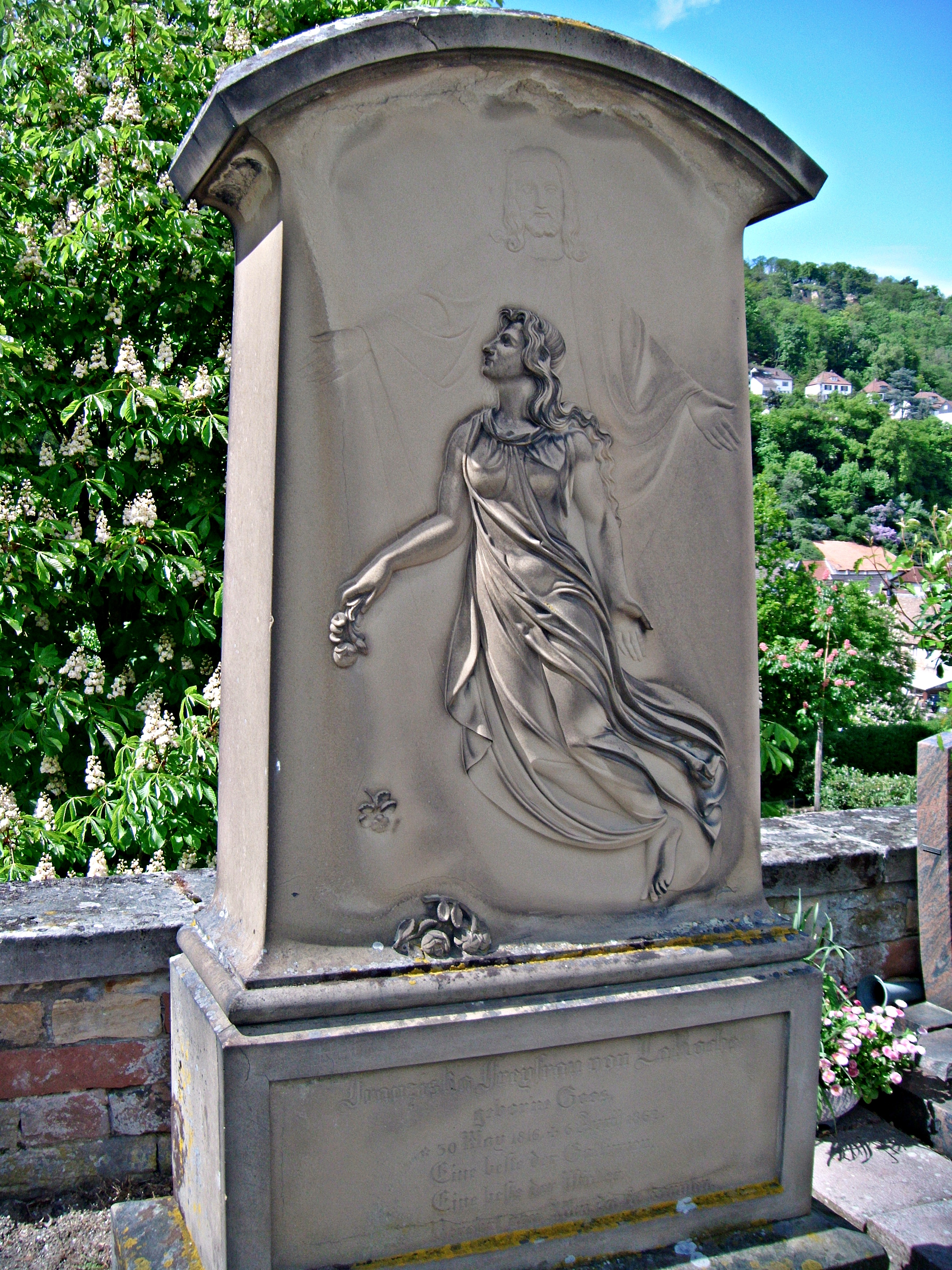
Signierter Grabstein der Freifrau Franziska Du Jarrys de La Roche geb. Goos (1816–1862), Tochter des bayerischen Offiziers Gottfried von Goos, Friedhof Bad Dürkheim

Wilhelm Hornberger (* 21. Februar 1819 in Ilbesheim bei Landau; † 20. Juni 1882 in Weinheim) war ein deutscher Bildhauer des späten Klassizismus und des Historismus.

## Leben und Wirken
Wilhelm Hornberger war ein Winzersohn aus Ilbesheim und besuchte von 1832 bis 1836 die Lateinschule in Landau (Pfalz). Dort war der Künstler Johann Gottfried Gerhardt (1772–1838) sein Zeichenlehrer. Er erkannte und förderte sein Talent. Ab 1836 arbeitete Wilhelm Hornberger in der Werkstätte des Bildhauerpriesters Bernhard Würschmitt in Bad Bergzabern und ließ sich zum Steinmetzen bzw. Bildhauer ausbilden. Hier lernte später auch Konrad Knoll.
1839 ging Hornberger nach München und besuchte die Akademie der Bildenden Künste. Dort wurde er ein Lieblingsschüler von Ludwig Schwanthaler; es erfolgten auch Studienreisen nach Italien und Griechenland.
Hornberger siedelte sich 1847 in Mannheim an, wo ihm die verwitwete Großherzogin Stefanie im Schloss ein großzügiges Atelier einrichten ließ. Eine seiner ersten größeren Arbeiten war hier das Grabmal des 1846 verstorbenen Landauer Festungskommandanten Georg von Mölter, das sich auf dem Friedhof Landau erhalten hat.
Ein ähnliches, noch qualitativeres Grabmal schuf Hornberger 1852 für Mölters Nachfolger Karl von Pflummern. Auch dieses ist auf dem Friedhof Landau erhalten und ebenso wie das Erstere mit einem neuzeitlichen Schutzdach gegen Verwitterung gesichert. König Ludwig I. besichtigte es 1852 vorab und sprach dem Künstler seine Hochachtung für das Werk aus.
Man beauftragte Wilhelm Hornberger 1866 auch mit der Schaffung eines Denkmals für Goethes Geliebte Friederike Brion (1752–1813), deren Grab in Meißenheim damals neu hergerichtet wurde. Einer der Spendensammler war Hugo Oelbermann. Da das Grab zu den Goethe-Gedenkstätten zählt, ist dieser Denkstein wohl heute das bekannteste Werk des Bildhauers. Ein verbürgtes Porträt Brions stand bei der Fertigung des Steines nicht zur Verfügung, weshalb Hornberger das Bild-Medaillon nach der damals lebenden Urenkelin ihrer Schwester entwarf.

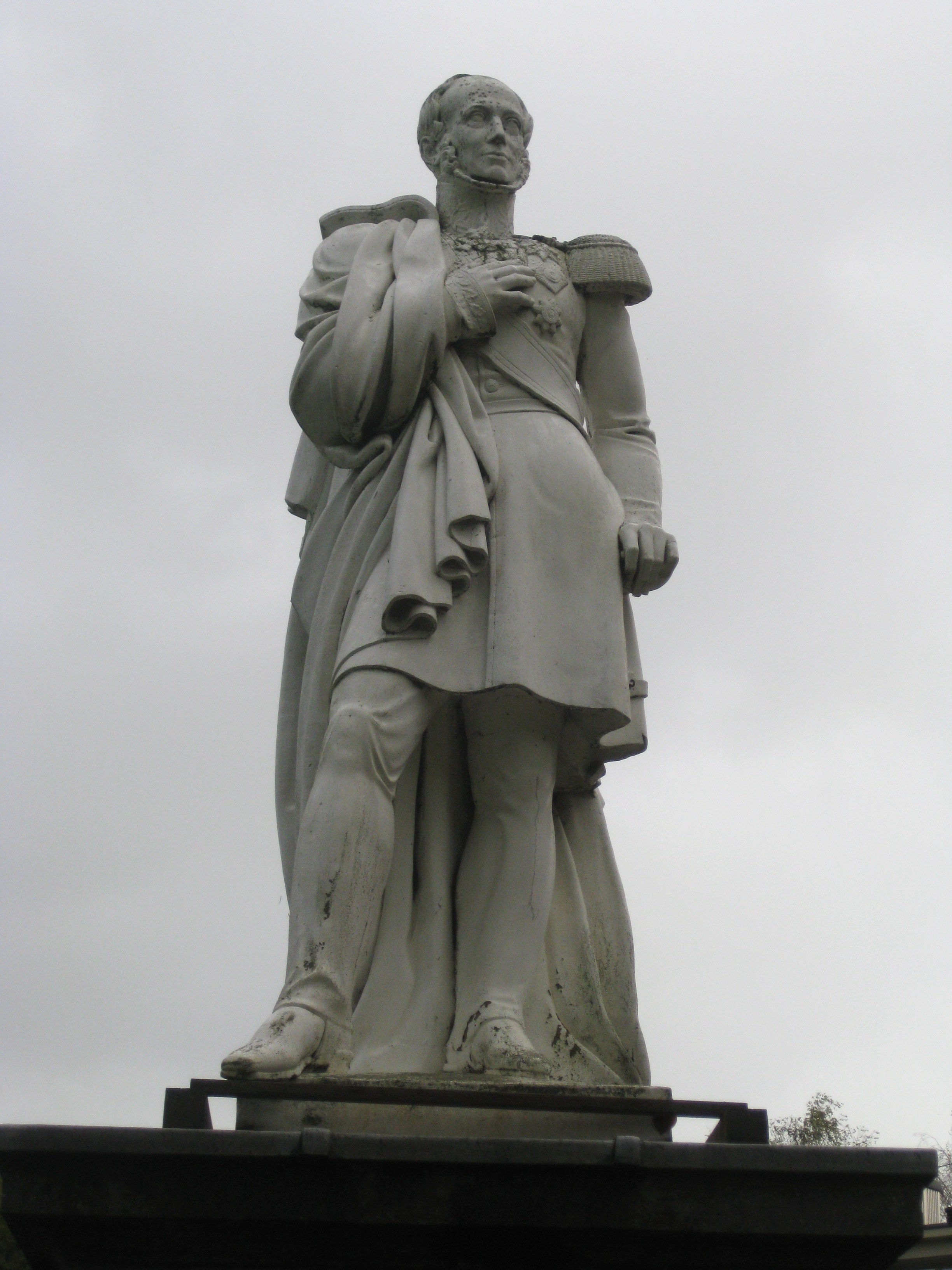
Denkmal König Wilhelm II. (1865)

Trotz der hohen künstlerischen Qualität von Wilhelm Hornbergers Werken blieben bedeutende Aufträge aus und der Bildhauer lebte hauptsächlich von der Grabsteinfertigung in der näheren Umgebung sowie von kleineren Gelegenheitsaufträgen. Für die niederländische Stadt Arnheim fertigte er beispielsweise 1865 ein Denkmal König Wilhelm II.
Hornberger starb 1882 in Weinheim.